# 2010년 일본 시리즈
2010년 일본 시리즈(일본어: 2010年の日本シリーズ, 영어: 2010 Japan Series)는 2010년 10월 30일부터 11월 7일까지 열린 일본 프로 야구의 일본 시리즈 경기이다. 퍼시픽 리그 클라이맥스 시리즈 우승 팀인 지바 롯데 마린스가 총 7차례의 접전을 펼친 끝에 센트럴 리그 클라이맥스 시리즈 우승팀 주니치 드래건스를 누르고 4승 1무 2패의 성적을 기록, 2005년 이후 5년 만에 4번째 우승을 차지했다.

## 개요
지바 롯데가 ‘프로 야구 역사상 최대의 하극상’(プロ野球史上最大の下剋上)이라는 수식어로 사상 최초이자 정규 시즌 3위였음에도 클라이맥스 시리즈에서 승리를 거두었다(지바 롯데는 2005년에도 리그 2위를 기록했음에도 플레이오프에서 승리하여 일본 시리즈에 진출한 적이 있었는데 이때는 플레이오프 돌파 구단이 리그 우승팀으로 취급했다). 반면 주니치는 센트럴 리그에서 우승했고 곧이어 리그 클라이맥스 시리즈에서도 우승했다.
지바 롯데는 4승 1무 2패의 성적으로 5년 만에 통산 네 번째 일본 시리즈 정상에 올랐다. 또한 지바 롯데는 총 7경기에서 76안타를 기록했는데 이는 7경기제로 치른 일본 시리즈에서의 팀내 최다 안타 신기록이 됐다. 
현역 시절 팀 동료였던 감독끼리의 맞대결인 일명 ‘롯데 OB 대결’에서 주니치의 오치아이 히로미쓰 감독을 제압한 니시무라 노리후미 감독은 취임 1년 만에 팀을 일본 시리즈 정상으로 이끌었데 이는 감독 부임 첫 해에 일본 시리즈에서 우승한 사례는 역대 9번째다. 지바 롯데의 니시무라 감독은 퍼시픽 리그에서는 최초로 리그 우승 경험 없이 일본 시리즈 우승을 이끈 감독이 됐다(센트럴 리그에서는 그해 일본 시리즈에서 맞붙은 주니치의 오치아이가 3년 전에 리그 2위였음에도 일본 시리즈에서 우승한 사례가 있다).
금년도 일본 시리즈 입장료 수입은 12억 5,457만 엔으로, 선수와 감독 등에게서의 분배금은 지바 롯데가 9,877만 4,884엔, 주니치가 6,584만 9,923엔으로 나타났다. 구단으로의 분배금은 양 구단 모두 2억 8,838만 6,934엔이었다.

## 감독
| 소속 리그   | 소속             | 감독              |
| ----------- | ---------------- | ----------------- |
| 센트럴 리그 | 주니치 드래건스  | 오치아이 히로미쓰 |
| 퍼시픽 리그 | 지바 롯데 마린스 | 니시무라 노리후미 |

## 개최 구장
| 주니치 드래건스             | 지바 롯데 마린스    |
| --------------------------- | ------------------- |
| 나고야 돔                   | 지바 마린 스타디움  |
| 수용 인원: 49,000명         | 수용 인원: 30,082명 |
|                             |                     |
| 나고야 돔지바 마린 스타디움 |                     |

## 클라이맥스 시리즈경기 결과
|  | 클라이맥스 시리즈 1st               | 클라이맥스 시리즈 1st |                                                                 |         | 클라이맥스 시리즈 파이널    | 클라이맥스 시리즈 파이널 |                              |         | 일본 시리즈 | 일본 시리즈 |
|  |                                     |                       |                                                                 |         |                             |                          |                              |         |             |             |
|  |                                     |                       |                                                                 |         |                             |                          |                              |         |             |             |
|  |                                     |                       |                                                                 |         |                             |                          |                              |         |             |             |
|  |                                     |                       |                                                                 |         |                             |                          |                              |         |             |             |
|  |                                     |                       | (6전 4선승제〈어드밴티지 1승을 포함〉) 나고야 돔                |         |                             |                          |                              |         |             |             |
|  |                                     |                       |                                                                 |         |                             |                          |                              |         |             |             |
|  | 주니치 드래건스(CL 우승)            | ☆○○●○                 |                                                                 |         |                             |                          |                              |         |             |             |
|  | 주니치 드래건스(CL 우승)            | ☆○○●○                 | (3전 2선승제) 한신 고시엔 구장                                  |         |                             |                          |                              |         |             |             |
|  |                                     |                       | 요미우리 자이언츠                                               | ★●●○●   |                             |                          |                              |         |             |             |
|  | 한신 타이거스(CL 2위)               | ●●                    | 요미우리 자이언츠                                               | ★●●○●   |                             |                          |                              |         |             |             |
|  | 한신 타이거스(CL 2위)               | ●●                    | (7전 4선승제) 나고야 돔 지바 마린 스타디움                      |         |                             |                          |                              |         |             |             |
|  | 요미우리 자이언츠(CL 3위)           | ○○                    |                                                                 |         |                             |                          |                              |         |             |             |
|  | 요미우리 자이언츠(CL 3위)           | ○○                    |                                                                 |         | 주니치 드래건스(CL CS 우승) | ●○●○●△●                  |                              |         |             |             |
|  |                                     |                       |                                                                 |         | 주니치 드래건스(CL CS 우승) | ●○●○●△●                  |                              |         |             |             |
|  |                                     |                       |                                                                 |         |                             |                          | 지바 롯데 마린스(PL CS 우승) | ○●○●○△○ |             |             |
|  |                                     |                       |                                                                 |         |                             |                          | 지바 롯데 마린스(PL CS 우승) | ○●○●○△○ |             |             |
|  |                                     |                       | (6전 4선승제〈어드밴티지 1승을 포함〉) 후쿠오카 Yahoo! JAPAN 돔 |         |                             |                          |                              |         |             |             |
|  |                                     |                       |                                                                 |         |                             |                          |                              |         |             |             |
|  | 후쿠오카 소프트뱅크 호크스(PL 우승) | ☆●○○●●●               |                                                                 |         |                             |                          |                              |         |             |             |
|  | 후쿠오카 소프트뱅크 호크스(PL 우승) | ☆●○○●●●               | (3전 2선승제) 세이부 돔                                         |         |                             |                          |                              |         |             |             |
|  |                                     |                       | 지바 롯데 마린스                                                | ★○●●○○○ |                             |                          |                              |         |             |             |
|  | 사이타마 세이부 라이온스(PL 2위)    | ●●                    | 지바 롯데 마린스                                                | ★○●●○○○ |                             |                          |                              |         |             |             |
|  | 사이타마 세이부 라이온스(PL 2위)    | ●●                    |                                                                 |         |                             |                          |                              |         |             |             |
|  | 지바 롯데 마린스(PL 3위)            | ○○                    |                                                                 |         |                             |                          |                              |         |             |             |
|  | 지바 롯데 마린스(PL 3위)            | ○○                    |                                                                 |         |                             |                          |                              |         |             |             |

## 경기 일정
- 1차전 : 10월 30일
- 2차전 : 10월 31일
- 3차전 : 11월 2일
- 4차전 : 11월 3일
- 5차전 : 11월 4일
- 6차전 : 11월 6일
- 7차전 : 11월 7일

퍼시픽 리그 홈구장(지바 마린 스타디움)에서 열린 3, 4, 5차전은 지명 타자 제도를 채택하여 시행했다.
우천 등으로 인한 취소의 경우 당초 예년과 같이 5차전까지는 그 구장에서 하루씩 순연하여 5, 6차전 사이의 이동일은 없었다. 그런데 나고야 돔에서의 1·2차전 개최 예정일에 제14호 태풍이 상륙할 것으로 예상되면서 그 해에는 지상파 전국 TV 중계가 없는 경기가 최대 3경기(1·2·5차전)인 것을 감안하여 2차전까지 취소된 경우에는 2, 3차전 사이의 이동일 없음(5, 6차전 사이의 이동일은 있음)과 10월 28일로 변경했다. 그러나 1차전부터 5차전까지의 최대 5연전이 될 가능성이 있었지만 태풍의 영향이 미미하여 일정 변경은 이뤄지지 않았다.
7차전에서 주니치가 승리 또는 비길 경우에는 7차전까지의 상대 전적이 주니치가 승리하게 된다면 양팀 모두 3승 1무 3패, 무승부일 경우 지바 롯데는 3승 2무 2패가 되기 때문에 1986년 이래 일본 시리즈 역대 두 번째인 ‘8차전’ 다음 날인 11월 8일에 나고야 돔에서 개최하기로 정해져 있었다. 승부가 9차전 이후에도 나지 않을 경우 11월 9일을 이동일로 하고, 11월 10일 지바 마린 스타디움에서 ‘9차전’으로 개최하도록 돼있었다.

### 개시 시간
- 나고야 돔

18시 10분에 시작.
- 지바 마린 스타디움

3·5차전은 18시 30분, 4차전은 18시 15분에 시작.

## 경기 기록
| 일시                                   | 경기   | 원정팀(선공)     | 스코어 | 홈팀(후공)       | 개최 구장          | 개시 시각 | 경기 시간  | 관중수   |
| -------------------------------------- | ------ | ---------------- | ------ | ---------------- | ------------------ | --------- | ---------- | -------- |
| 10월 30일(토)                          | 1차전  | 지바 롯데 마린스 | 5 - 2  | 주니치 드래건스  | 나고야 돔          | 18시 11분 | 3시간 27분 | 38,066명 |
| 10월 31일(일)                          | 2차전  | 지바 롯데 마린스 | 1 - 12 | 주니치 드래건스  | 나고야 돔          | 18시 10분 | 3시간 23분 | 38,065명 |
| 11월 1일(월)                           | 이동일 | 이동일           | 이동일 | 이동일           | 이동일             | 이동일    | 이동일     | 이동일   |
| 11월 2일(화)                           | 3차전  | 주니치 드래건스  | 1 - 7  | 지바 롯데 마린스 | 지바 마린 스타디움 | 18시 33분 | 2시간 47분 | 26,923명 |
| 11월 3일(수)                           | 4차전  | 주니치 드래건스  | 4 - 3  | 지바 롯데 마린스 | 지바 마린 스타디움 | 18시 16분 | 4시간 41분 | 27,197명 |
| 11월 4일(목)                           | 5차전  | 주니치 드래건스  | 4 - 10 | 지바 롯데 마린스 | 지바 마린 스타디움 | 18시 30분 | 3시간 22분 | 27,209명 |
| 11월 5일(금)                           | 이동일 | 이동일           | 이동일 | 이동일           | 이동일             | 이동일    | 이동일     | 이동일   |
| 11월 6일(토)                           | 6차전  | 지바 롯데 마린스 | 2 - 2  | 주니치 드래건스  | 나고야 돔          | 18시 11분 | 5시간 43분 | 38,094명 |
| 11월 7일(일)                           | 7차전  | 지바 롯데 마린스 | 8 - 7  | 주니치 드래건스  | 나고야 돔          | 18시 11분 | 4시간 56분 | 38,075명 |
| 우승: 지바 롯데 마린스(5년 만에 4번째) |        |                  |        |                  |                    |           |            |          |

## 일본 시리즈 경기 결과

### 1차전
- 10월 30일 - 나고야 돔

| 팀 | 1 | 2 | 3 | 4 | 5 | 6 | 7 | 8 | 9 | R | H  | E |
| 지바 롯데 | 0 | 1 | 2 | 0 | 0 | 1 | 1 | 0 | 0 | 5 | 13 | 0 |
| 주니치 | 0 | 2 | 0 | 0 | 0 | 0 | 0 | 0 | 0 | 2 | 6  | 0 |
| 승리 투수: 나루세 요시히사(1-0) 패전 투수: 요시미 가즈키(0-1) 세이브: 고바야시 히로유키(1S) 홈런: 지바 롯데 – 기요타 이쿠히로(3회 1점), 이구치 다다히토(7회 1점) 주니치 – 와다 가즈히로(2회 1점), 다니시게 모토노부(2회 1점) |   |   |   |   |   |   |   |   |   |   |    |   |

### 2차전
- 10월 31일 - 나고야 돔

| 팀                                                                                   | 1 | 2 | 3 | 4 | 5 | 6 | 7 | 8 | 9 | R  | H  | E |
| 지바 롯데                                                                            | 0 | 0 | 0 | 1 | 0 | 0 | 0 | 0 | 0 | 1  | 5  | 2 |
| 주니치                                                                               | 4 | 3 | 3 | 0 | 0 | 2 | 0 | 0 | X | 12 | 14 | 0 |
| 승리 투수: 천웨이인(1-0) 패전 투수: 빌 머피(0-1) 홈런: 주니치 – 토니 블랑코(6회 2점) |   |   |   |   |   |   |   |   |   |    |    |   |

### 3차전
- 11월 2일 - 지바 마린 스타디움

| 팀                                                              | 1 | 2 | 3 | 4 | 5 | 6 | 7 | 8 | 9 | R | H  | E |
| 주니치                                                          | 0 | 0 | 1 | 0 | 0 | 0 | 0 | 0 | 0 | 1 | 5  | 0 |
| 지바 롯데                                                       | 0 | 0 | 1 | 4 | 0 | 0 | 2 | 0 | X | 7 | 10 | 0 |
| 승리 투수: 와타나베 슌스케(1-0) 패전 투수: 야마이 다이스케(0-1) |   |   |   |   |   |   |   |   |   |   |    |   |

### 4차전
- 11월 3일 - 지바 마린 스타디움(연장 11회)

| 팀 | 1 | 2 | 3 | 4 | 5 | 6 | 7 | 8 | 9 | 10 | 11 | R | H  | E |
| 주니치 | 0 | 0 | 0 | 2 | 1 | 0 | 0 | 0 | 0 | 0  | 1  | 4 | 12 | 1 |
| 지바 롯데 | 0 | 0 | 3 | 0 | 0 | 0 | 0 | 0 | 0 | 0  | 0  | 3 | 9  | 1 |
| 승리 투수: 다카하시 아키후미(1-0) 패전 투수: 이토 요시히로(0-1) 세이브: 이와세 히토키(1S) 홈런: 지바 롯데 – 이구치 다다히토(3회 2점) |   |   |   |   |   |   |   |   |   |    |    |   |    |   |

### 5차전
- 11월 4일 - 지바 마린 스타디움

| 팀 | 1 | 2 | 3 | 4 | 5 | 6 | 7 | 8 | 9 | R  | H  | E |
| 주니치 | 1 | 0 | 0 | 0 | 0 | 1 | 0 | 2 | 0 | 4  | 8  | 1 |
| 지바 롯데 | 4 | 0 | 0 | 2 | 3 | 0 | 1 | 0 | X | 10 | 15 | 0 |
| 승리 투수: 하이든 펜(1-0) 패전 투수: 나카타 겐이치(0-1) 홈런: 주니치 – 토니 블랑코(8회 2점) 지바 롯데 – 사부로(4회 2점) |   |   |   |   |   |   |   |   |   |    |    |   |

### 6차전
- 11월 6일 - 나고야 돔(연장 15회)

| 팀                              | 1 | 2 | 3 | 4 | 5 | 6 | 7 | 8 | 9 | 10 | 11 | 12 | 13 | 14 | 15 | R | H  | E |
| 지바 롯데                       | 1 | 0 | 0 | 0 | 0 | 0 | 0 | 1 | 0 | 0  | 0  | 0  | 0  | 0  | 0  | 2 | 8  | 1 |
| 주니치                          | 1 | 0 | 0 | 0 | 0 | 1 | 0 | 0 | 0 | 0  | 0  | 0  | 0  | 0  | 0  | 2 | 11 | 0 |
| 승리 투수: 없음 패전 투수: 없음 |   |   |   |   |   |   |   |   |   |    |    |    |    |    |    |   |    |   |

### 7차전
- 11월 7일 - 나고야 돔(연장 12회)

| 팀                                                          | 1 | 2 | 3 | 4 | 5 | 6 | 7 | 8 | 9 | 10 | 11 | 12 | R | H  | E |
| 지바 롯데                                                   | 2 | 0 | 0 | 1 | 3 | 0 | 1 | 0 | 0 | 0  | 0  | 1  | 8 | 16 | 0 |
| 주니치                                                      | 3 | 1 | 2 | 0 | 0 | 0 | 0 | 0 | 1 | 0  | 0  | 0  | 7 | 13 | 1 |
| 승리 투수: 이토 요시히로(1-1) 패전 투수: 아사오 다쿠야(0-1) |   |   |   |   |   |   |   |   |   |    |    |    |   |    |   |

## 수상 선수
MVP
- 이마에 도시아키(지바 롯데)

타율 0.444(27타수 12안타)와 6타점을 기록하여 2005년에 이어 두 번째 MVP를 수상했다. 일본 시리즈 통산 세 번째에 해당되는 한 경기 4안타를 기록한 것은 사상 최초다.
감투상
- 와다 가즈히로(주니치)

1차전에서 선발 나루세로부터 동점 홈런, 4차전에서는 가라카와로부터 반격의 시초가 되는 2루타를 때려낸 것을 포함한 6타점, 타율 0.414(29타수 12안타).
우수 선수상
- 우치 다쓰야(지바 롯데)

4경기에 등판하면서 7회 무실점과 13탈삼진, 3홀드를 기록했다.
- 기요타 이쿠히로(지바 롯데)

신인으로서의 일본 시리즈 타이 기록이 되는 6타점을 기록, 1차전에서는 요시미로부터 1958년의 나가시마 시게오(요미우리) 이래가 되는 신인으로서의 일본 시리즈 첫 홈런을 기록. 타율 0.333(30타수 10안타).
- 오시마 요헤이(주니치)

4차전 연장 11회에서 결승 적시 3루타와 6차전 연장 11회에 사토자키 도모야의 타구를 다이빙 캐치하는 플레이를 보여주었다. 타율 0.391(23타수 9안타), 5타점

## 같이 보기
- 2010년 퍼시픽 리그 클라이맥스 시리즈
- 2010년 센트럴 리그 클라이맥스 시리즈
- 한일 클럽 챔피언십
- 1974년 일본 시리즈